# Ole Monsen Mjelde
Ole Monsen Mjelde, född 12 september 1865 i Haus på Osterøy, död 7 mars 1942, var en norsk politiker. Han var bror till Mons Monsen Mjelde.
Mjelde var underofficer till 1918, då han tog avsked som fanjunkare, och skötte samtidigt sitt jordbrukshemman i födelsebygden. Mjelde, som tillhörde Venstre, representerade från 1910 Voss vid alla stortingssessioner, förutom när han var minister. Han var 1919–20 odelstingspresident, var arbetsminister i Gunnar Knudsens ministär maj till juni 1920 och i Otto Blehrs ministär juni 1921 till maj 1923 samt innehade från juli 1924 samma post i ministären Johan Ludwig Mowinckel.